# 200 mètres masculin aux championnats du monde d'athlétisme 2005
Navigation
Paris 2003 Osaka 2007
L'épreuve du 200 mètres masculin des championnats du monde d'athlétisme 2005 s'est déroulée du 9 au 11 août 2005 dans le Stade olympique d'Helsinki, en Finlande. Elle est remportée par l'Américain Justin Gatlin.

## Résultats

### Finale
| Rang               | Athlète           | Pays       | Temps   | Notes |
| ------------------ | ----------------- | ---------- | ------- | ----- |
| Médaille d'or      | Justin Gatlin     | États-Unis | 20 s 04 |       |
| Médaille d'argent  | Wallace Spearmon  | États-Unis | 20 s 20 |       |
| Médaille de bronze | John Capel        | États-Unis | 20 s 31 | SB    |
| 4                  | Tyson Gay         | États-Unis | 20 s 34 |       |
| 5                  | Stéphane Buckland | Maurice    | 20 s 41 |       |
| 6                  | Patrick Johnson   | Australie  | 20 s 58 |       |
| 7                  | Tobias Unger      | Allemagne  | 20 s 81 |       |
| 8                  | Usain Bolt        | Jamaïque   | 26 s 27 |       |

## Légende
Records et Performances
- AR : Record continental (area record)
- CR : Record des championnats (championship record)
- MR : Record du meeting (meet record)
- NR : Record national (national record)
- OR : Record olympique (olympic record)
- PR : Record paralympique (paralympic record)
- PB : Record personnel (personal best)
- SB : Meilleure performance personnelle de la saison (season's best)
- WL : Meilleure performance mondiale de l'année (world leader)
- WJR : Record du monde junior (world junior record)
- WR : Record du monde (world record)

Circonstances et Conditions
- DNF : N'a pas terminé (did not finish)
- DNS : N'a pas pris le départ (did not start)
- DQ : Disqualification (disqualification)
- NM : Aucun essai valable enregistré (No Mark)
- Q : Qualifié « directement » au prochain tour (ou à la prochaine compétition), lors d'une compétition majeure, grâce au classement ou à la réalisation des minima (automatic qualifier)
- q : Qualifié au prochain tour (ou à la prochaine compétition), lors d'une compétition majeure, grâce au repêchage ou à la réalisation de l'une des meilleures performances parmi celles des « non qualifiés directement » (grâce au meilleur temps ou à la meilleure distance par exemple) (secondary qualifier)